# Colombiers (Hérault)
Colombiers is een gemeente in het Franse departement Hérault (regio Occitanie). De plaats maakt deel uit van het arrondissement Béziers. Colombiers telde op 1 januari 2022 2.755 inwoners.

## Geografie
De oppervlakte van Colombiers bedroeg op 1 januari 2022 10,14 vierkante kilometer; de bevolkingsdichtheid was toen 271,7 inwoners per km².

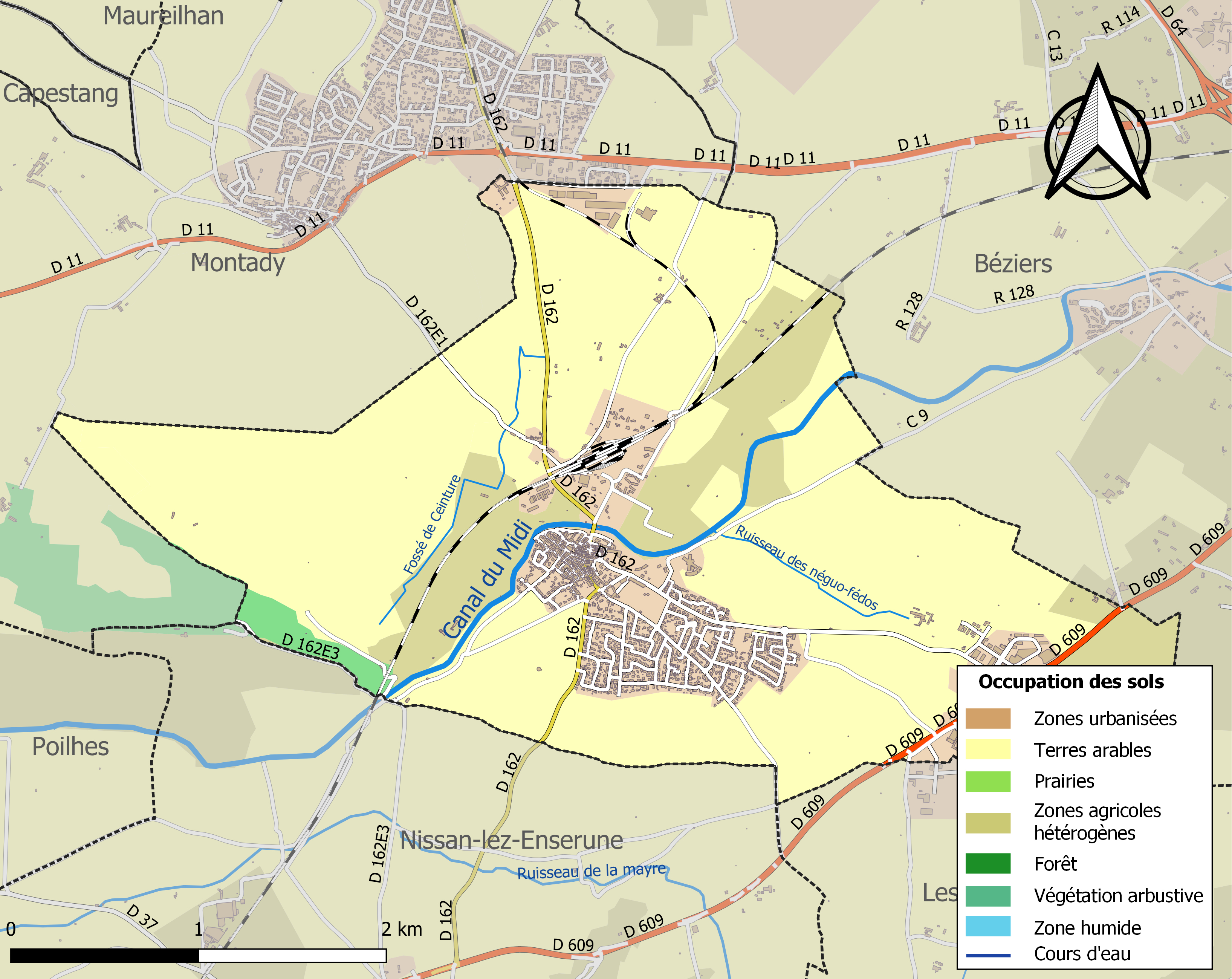
Kaart van de gemeente met belangrijkste infrastructuur, bodemgebruik en omliggende gemeenten

## Demografie
Onderstaande figuur toont het verloop van het inwonertal (bron: INSEE-tellingen).